# Andrés Caniulef
Eladio Andrés Caniulef Urrea (Santiago, 24 de junio de 1977), más conocido como Andrés Caniulef, es un periodista chileno.

## Biografía
Nacido en Santiago en 1977, hijo de Eladio Caniulef, funcionario de la Fuerza Aérea de Chile de origen mapuche, y de María Urrea. Debido al trabajo de su padre vivió durante su infancia en Punta Arenas y Temuco, regresando durante su adolescencia a Santiago para radicarse junto a su familia en San Bernardo. Realizó sus estudios superiores en periodismo en la Universidad Andrés Bello, donde se tituló.

## Carrera profesional

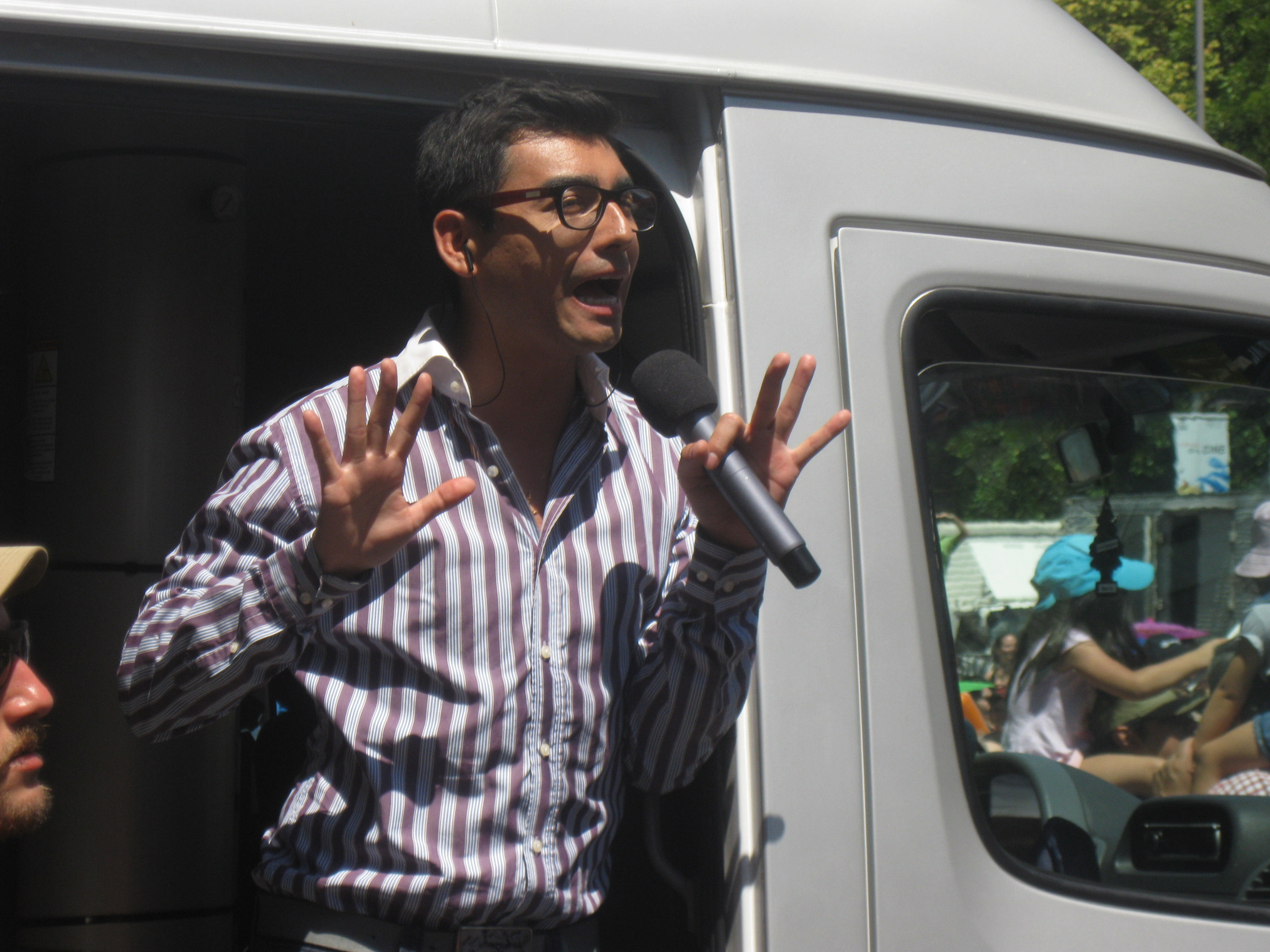
Caniulef haciendo un despacho para Canal 13 en 2010.

Ingresó a hacer su práctica profesional en 2002 a Canal 13 como notero del principal noticiario de la señal, Teletrece. Posteriormente participó en diversos programas de la estación televisiva; fue comentarista de espectáculos en 6PM y Alfombra roja, panelista en el matinal Bienvenidos y comentarista en Tele13 online, donde entrevistó a múltiples celebridades nacionales e internacionales, tales como Madonna, Antonio Banderas, Ricky Martin, Coldplay, entre otros.
En 2014 renunció a Canal 13 para ingresar a Chilevisión, canal en que se ha desempeñado como panelista en los programas SQP y Maldita moda, además de coanimar el programa Sabingo junto a Carolina Mestrovic. En 2016 asumió la conducción de SQP, hasta el fin del programa a inicios de 2017. Durante 2017 fue panelista del programa La mañana. 
En julio de 2018 saldría de pantalla en Chilevisión por motivos personales. Volvería esporádicamente a la televisión durante ese año, realizando comentarios en Bienvenidos desde diciembre de 2018 hasta marzo de 2019.
En noviembre de 2020 volvería nuevamente a Bienvenidos, dejando el puesto en enero de 2021. Posteriormente, se sumaría al programa Me late de TV+, conducido por Daniel Fuenzalida.
A fines de 2022 llegó a Mega, donde estuvo en varios espacios del canal comentando espectáculos y prensa rosa, además de realizar algunos programas. Tras casi dos años en la señal, en agosto de 2024 fue despedido de Mega. Cerca de un mes después fue confirmado para el nuevo reality de Canal 13, Palabra de honor.Posteriormente se uniría como panelista a Hay que decirlo, el espacio de espectáculos del canal.

## Vida personal
En marzo de 2016, Caniulef manifiesta públicamente que es homosexual en un episodio de SQP. Desde ese entonces, se ha dedicado a promover los derechos de los homosexuales chilenos. Mantuvo una relación sentimental desde 2016 con Sebastián Núñez, con quien asistió a la Gala del Festival de Viña del Mar de 2017, siendo una de las primeras parejas del mismo sexo en besarse en público sobre la alfombra roja del evento, aludiendo una señal de «reivindicación y validación de la diversidad sexual». La relación terminó en 2017.
Durante mediados de 2018 se alejaría de la televisión, siendo internado en una clínica psiquiátrica en octubre de ese año producto de una fuerte depresión y problemas con las drogas. En abril de 2019 entraría en un centro de rehabilitación. Terminaría su rehabilitación en abril de 2020, graduándose en agosto de ese mismo año.
El 12 de febrero de 2025, Caniulef reveló que fue diagnosticado con VIH positivo desde hace 8 años, y que lo mantuvo en secreto todo ese tiempo. Aseguró que el virus se encuentra en calidad de indetectable y que por ello vive una vida normal.